# Andy McIntyre
Pour les articles homonymes, voir McIntyre.
Pas d'image ? Cliquez ici

a Compétitions nationales et continentales officielles uniquement.

b Matchs officiels uniquement.
Dernière mise à jour le 14 novembre 2021.
Andrew (Andy) John McIntyre, né le 23 décembre 1955 à Toowoomba (Queensland), est un ancien joueur de rugby à XV australien, qui jouait avec l'équipe d'Australie au poste de pilier. 

## Carrière
Il a effectué son premier test match le 14 août 1982  contre l'équipe de Nouvelle-Zélande et son dernier test match fut contre cette même équipe, le 5 août 1989.
Il a fait partie de l’équipe d'Australie qui fut invaincue contre les équipes britanniques pendant sa tournée de 1984.
McIntyre a disputé six matchs de la coupe du monde de rugby 1987.

## Palmarès
- Nombre de matchs avec l'Australie : 38
- Sélections par année : 3 en 1982, 2 en 1983, 8 en 1984, 5 en 1985, 4 en 1986, 7 en 1987, 8 en 1988, 1 en 1989